# Кієлітаський сільський округ
Кієліта́ський сільський округ (каз. Киелітас ауылдық округі, рос. Киелитасский сельский округ) — адміністративна одиниця у складі Толебійського району Туркестанської області Казахстану. Адміністративний центр — село Достик.
Населення — 11229 осіб (2021; 9730 у 2009, 8493 у 1999, 8233 у 1989).
Станом на 1989 рік існувала Казгуртська сільська рада (села Абай, Акбастау, Александровка, Ангарата, Єльтай, Жиланбузган, Кар'єр, Кизилканат, Кизил-Октябр, Михайловка, Нестеровка, Пролетаровка, Строїтельне, Султанрабат, Текесу, Уюмшил, селища Нефтерозвідка, Підхоз), з 1993 року — Казгуртський сільський округ. Пізніше селище Підхоз увійшло до складу міста Ленгер. Після 1999 року села Кизилканат, Достик (колишнє село Александровка), Кизил-Октябр, Нестеровка та Султанрабат — утворили Кієлітаський сільський округ, частина села Достик увійшла до складу міста Ленгер.

## Склад
До складу округу входять такі населені пункти:
| Населений пункт    | Колишні назви | Населення, осіб (1989) | Населення, осіб (1999) | Населення, осіб (2009) | Населення, осіб (2021) |
| ------------------ | ------------- | ---------------------- | ---------------------- | ---------------------- | ---------------------- |
| Акайдар, село      | Кизилканат    | 757                    | 941                    | 1142                   | 1013                   |
| Достик, село       | Александровка | 1953                   | 2074                   | 1850                   | 2118                   |
| Кієлітас, село     | Кизил-Октябр  | 348                    | 322                    | 2006                   | 1821                   |
| --Нестеровка, село | -             | 1266                   | 1381                   | -                      | -                      |
| Султанрабат, село  | -             | 3909                   | 3775                   | 4732                   | 6277                   |